# South Cowton Castle

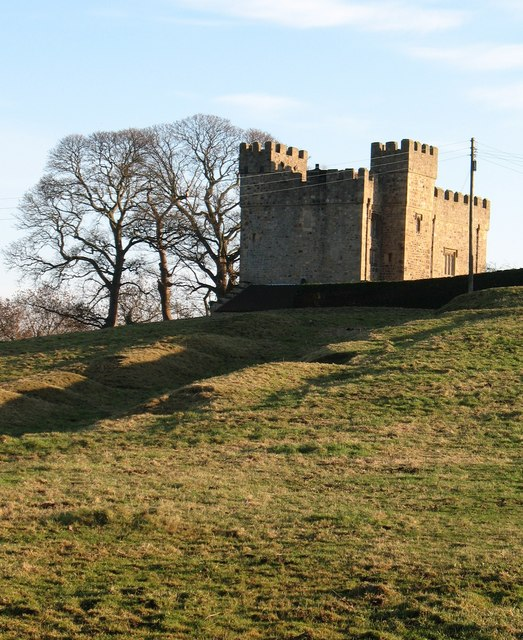

South Cowton Castle ist eine Wohnburg aus dem 15. Jahrhundert im englischen Verwaltungsbezirk North Yorkshire. Sie liegt auf dem Gelände des ehemaligen mittelalterlichen Dorfes South Cowton.
Sir Richard Conyers ließ die Burg 1470 errichten und heute ist sie das älteste noch erhaltene Gebäude in allen Dörfern mit dem Namen Cowton. Zur Zeit des Baus tobten die Rosenkriege, was der vermutliche Grund für die starke Befestigung eines Wohnhauses für einen Angehörigen des niederen Adel auf dem Lande war.
Heute ist South Cowton Castle als historisches Bauwerk I. Grades gelistet. Es liegt in der Nähe der Marienkirche von South Cowton aus dem 15. Jahrhundert und über den Bewuchsmerkmalen des alten Dorfes South Cowton.
Der Grundriss der Burg in rechteckig und sie hat zwei Türme auf der Südwest- und der Nordostseite. Das Gebäude ist drei Stockwerke hoch, die Türme haben ein viertes Geschoss. Im 19. Jahrhundert wurde die Burg umgebaut und 1980 wurde sie renoviert.
Heute dient die Burg als privater Bauernhof. Sie liegt in der Nähe der Staatsstraße B 1236 bei Atley Hill.